# Bni Said
Bni Said (franska: Bni Said (CR), Bni Said (Commune Rurale), arabiska: سيدي محمد لحمر) är en kommun i Marocko.   Den ligger i provinsen Tétouan och regionen Tanger-Tétouan-Al Hoceïma, i den norra delen av landet, 220 km nordost om huvudstaden Rabat. Antalet invånare är 8 217.